# História dos Estados Unidos (1918–1945)
Os períodos das histórias dos Estados Unidos entre 1918 e 1945 é marcado por um período de grande crescimento econômico. Porém, ao final da década de 1920, os Estados Unidos entrariam em um grande período de recessão econômica, marcado por altas taxas de desemprego, miséria e deflação, que se estenderia por toda a década de 1930, e cujos efeitos negativos abalaram diversos outros países ao redor do mundo. Em 1941, com o ataque japonês a Pearl Harbor, os Estados Unidos entrariam na Segunda Guerra Mundial, marcando assim o final da Grande Depressão. A guerra terminaria em 1945, e com seu fim, os Estados Unidos tornar-se-iam uma das duas grandes superpotências mundiais, sendo a outra a União Soviética.

## Desfecho da Primeira Guerra Mundial
A popular música de Tin Pan Alley de 1919 perguntava - em relação às tropas americanas retornando dos campos de batalha na Primeira Guerra Mundial - "Como você irá guardá-los nas fazendas após eles terem visto Paris?" (do inglês: "How Ya Gonna Keep 'Em Down On the Farm After They've Seen Paree?".). De fato, muitos destes soldados, anteriormente fazendeiros, não retornaram às suas fazendas, e logo após o final da guerra ocorreu um grande fluxo de migração dos campos para as cidades. Porém, graças a avanços tecnológicos e à crescente mecanização da agricultura, com o crescente uso do trator, a produção agrícola necessitou de um menor número de trabalhadores.
O então Presidente do país, Woodrow Wilson, iniciou uma campanha no país para que os Estados Unidos se juntasse à recém criada Liga das Nações. Porém, tanto a população americana quanto o Congresso dos Estados Unidos, rejeitaram esta política internacionalista.

## A década de 1920
Nas eleições presidenciais de 1920, o Partido Republicano retornou à Casa Branca, com a eleição de Warren G. Harding, que prometera em sua campanha o "retorno à normalidade", após os anos traumáticos da Primeira Guerra Mundial.
Durante grande parte da década de 1920, os Estados Unidos aproveitaram-se de um período de prosperidade não balanceada. Os preços de produtos agropecuários e os salários em geral caíram no país após o fim da guerra, enquanto que novas indústrias, tais como o rádio, filmes, automóveis e químicos, prosperaram. A falta de balanço também era geográfica: o padrão e a qualidade de vida em áreas urbanas melhorou gradualmente, à medida que diversas inovações em planejamento urbano foram implementadas em diversas cidades americanas, enquanto que o padrão e a qualidade de vida das áreas rurais pouco melhorava ou mesmo piorava para os fazendeiros. Este período de prosperidade econômica refletiu-se na expansão de crédito para um perigoso nível, incluindo no mercado de ações, que cresceram para níveis altíssimos dias antes da Quebra da Bolsa de Valores de Nova Iorque, em 1929.
O jazz tornou-se muito popular entre os jovens americanos durante a década de 1920, embora tenha sido visto como apenas barulho pela geração mais velha. A dança tornou-se uma recreação popular.

### Lei Seca
Em 1920, a manufatura, venda, importação e exportação de bebidas alcoólicas foi proibida pela 18a Emenda à Constituição americana, em uma tentativa de resolver ou minimizar diversos problemas sociais. Esta política tornou-se conhecida como a "Lei Seca". Esta Emenda foi aprovada através do Ato de Volstead. Muitos Estados haviam ratificado a 18aEmenda enquanto grande parte de sua jovem população estava fora do país por causa da Primeira Guerra Mundial.

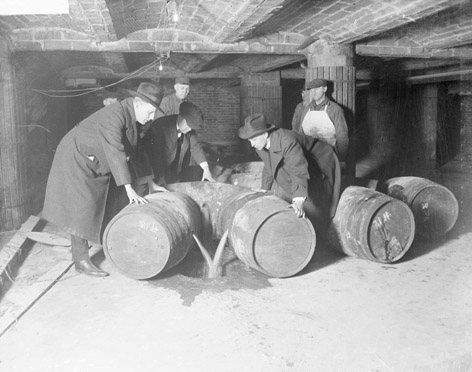
Agentes destruindo barris de álcool.

A Proibição terminou em 1933, pela 21a Emenda à Constituição americana. A Proibição falhou em seus objetivos: o consumo de bebidas alcoólicas não diminuiu, enquanto o crime organizado fortaleceu-se.  Foi a primeira vez que uma Emenda constitucional regulava diretamente a atividade social da população do país. A 18a Emenda, então, representava o crescente fortalecimento do Governo durante o século XX. Uma lei federal regulando a venda ou o uso de uma dada substância foi considerada uso de poderes além do aceito poder do governo federal em 1919, que uma Emenda à Constituição dos Estados Unidos foi visto como necessária. Desde a década de 1930, o governo federal americano tem regulado e proibido diversas substâncias sem o uso de Emendas adicionais.

### O governo americano durante a década de 1920

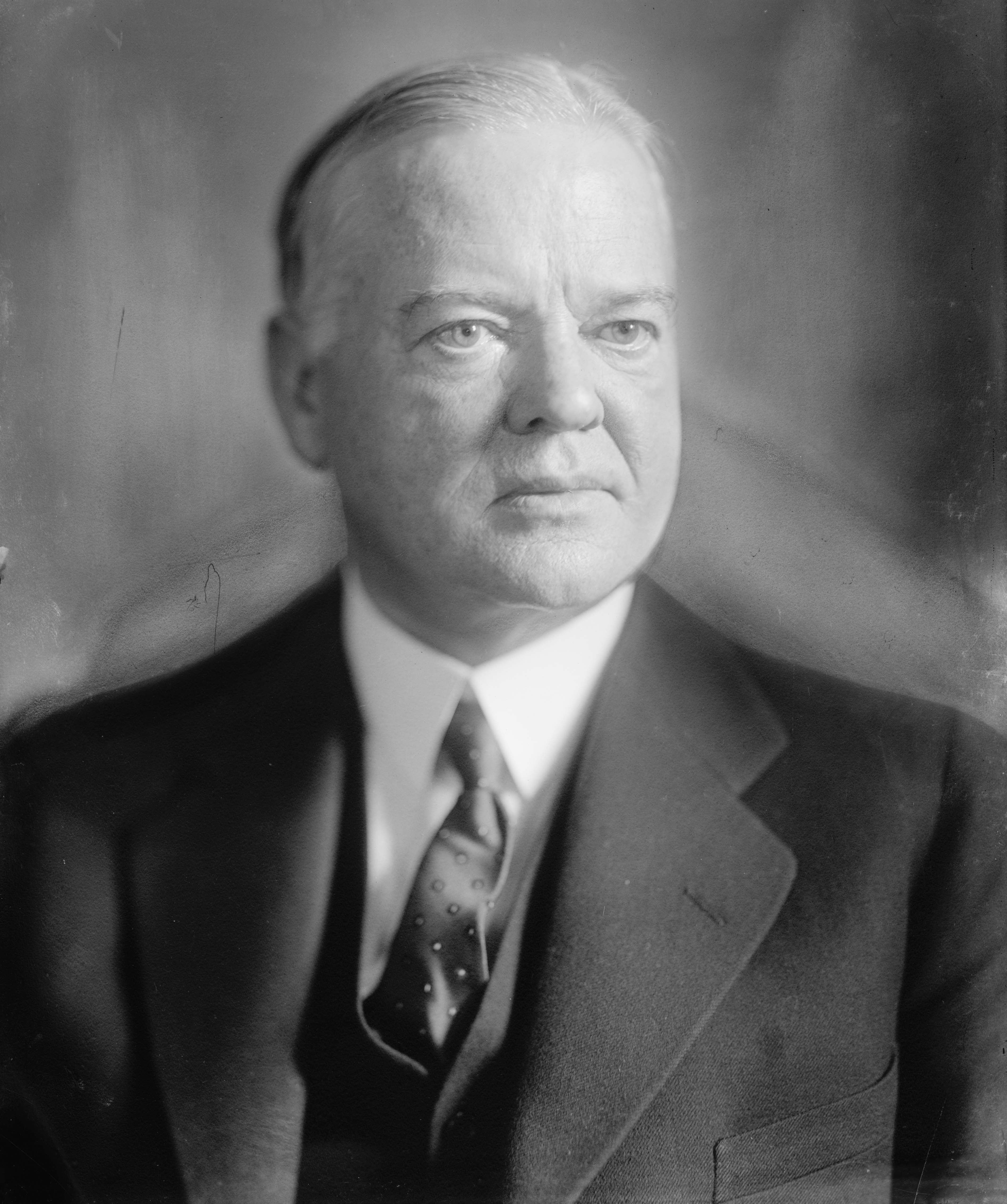
Herbert Hoover, o 31º Presidente dos Estados Unidos.

Enquanto que a década de 1920 é por vezes vista como os últimos anos da política de laissez-faire capitalista nos Estados Unidos, a década na verdade foi marcada pelo crescimento do papel do governo federal no país. Além da Proibição, o governo americano expandiu seus poderes e responsabilidades, tais como fundação, organização e administração da expansão do sistema rodoviário do país, a expansão das reservas monetárias dos Estados Unidos levou a uma improcedente expansão de crédito, que contribuiu tanto para a prosperidade econômica da década de 1920 quanto para a grande recessão econômica que perduraria ao longo da década de 1930.
A administração de Harding foi marcada pelo Escândalo de Teapot Dome. Neste caso de corrupção, até mesmo o Presidente Harding parecia estar envolvido. Porém, as acusações de corrupção por parte de Harding nunca foram comprovadas, pois o mesmo morreu em ofício, em 2 de agosto de 1923. Foi sucedido pelo seu Vice-Presidente, Calvin Coolidge. Coolidge era um político da Nova Inglaterra, renomado por sua honestidade. Coolidge foi eleito Presidente do país nas eleições presidenciais americanas de 1924, sob o slogan "Fique Frio com Coolidge" (Keep Cool With Coolidge).
Coolidge recusou-se a concorrer novamente às eleições presidenciais americanas de 1928; o Partido Republicano escolheu o renomado engenheiro e então Secretário do Comércio, Herbert Hoover, como candidato. Hoover venceu facilmente as eleições, tendo sido visto como um dos mais promissores tecnocratas de sua geração. Hoover foi o único Presidente americano sem ter tido anteriormente um cargo eleito no governo americano ou em algum governo estadual, nem sido um vitorioso General de guerra.

## Grande Depressão
As finanças internacionais nunca se recuperaram totalmente após a Primeira Guerra Mundial, o que causou um dramático crescimento da capacidade produtiva, particularmente fora da Europa, enquanto que o crescimento na demanda cresceu muito mais lentamente. As taxas de câmbio fixas e livre convertibilidade deram lugar a um compromisso - o padrão-ouro, que não tinha a estabilidade para reconstruir o comércio internacional.
Em 1929, a nação mais próspera do mundo era os Estados Unidos. Mas apesar do grande otimismo nos Estados Unidos e do aparente bem-estar em outros países, o estado da economia mundial era pouco saudável. Um a um, os pilares do sistema econômico dos anos pré-1914 - o comércio multilateral, o padrão ouro e a intercambialidade dos câmbios - caíram.
A economia americana mostrara alguns sinais de estresse meses antes de outubro de 1929, largamente considerada o início da Grande Depressão. Preços de produtos industrializados caíram gradativamente no mundo todo desde 1926, reduzindo a capacidade de exportações nas economias periféricas e não desenvolvidas da América Latina, Ásia e África, para a compra de produtos vindos das principais potências industriais, tais como o Estados Unidos ou o Reino Unido. A prateleira dos estabelecimentos comerciais americanos estavam três vezes mais cheias do que estiveram um ano antes - uma indicação que o público não estava comprando produtos tão rapidamente quanto no passado. Outros sinais do péssimo estado da economia americana antes de outubro de 1929 eram a queda no transporte de carga ferroviária, a queda na produção industrial e dos preços do comércio por atacado e varejo.
A Grande Depressão é considerada como o período  que  se seguiu à Terça-Feira Negra, 29 de outubro de 1929, quando ocorreu  a quebra da Bolsa de Valores de Nova Iorque. Nos anos seguintes, uma depressão econômica mundial  levou a  grande deflação e a um grande aumento do  desemprego. Em escala global, a quebra da bolsa de valores nos Estados Unidos foi o último golpe em um mundo cuja economia já estava muito frágil. A Alemanha já sofria com a hiperinflação, e os principais aliados da Tríplice Entente  (Reino Unido, França e Rússia) tinham ou tinham tido sérios problemas para pagar grandes dívidas de guerra. Nos últimos anos da década de 1920, a economia dos Estados Unidos ainda parecia imune aos problemas da economia mundial, mas no início da década de 1930, a economia americana rapidamente entrou em colapso.

### Má distribuição do poder de compra
Um dos principais fatores da Grande Depressão foi a má distribuição da renda ao longo da década de 1920. O crescimento nos salários dos trabalhadores não acompanhou o passo do aumento da produtividade. À medida que os custos de produção caíam, os salários cresciam lentamente, e os preços continuavam constante, sendo que o restante da produtividade em crescimento gerava lucro. À medida que a produção industrial e agropecuária aumentava, a proporção dos lucros indo para fazendeiros, trabalhadores industriais e outros consumidores em potencial passou a ser pequena demais para criar um mercado para os produtos que os mesmos produziam. Até mesmo em 1929, uma década depois de contínuo crescimento econômico, mais da metade das famílias americanas vivia à beira ou abaixo da linha de subsistência - pobres demais para conseguirem fazer parte da aparente época de prosperidade da década de 1920, pobres demais para comprar os carros e as casas e outros produtos que a economia industrial estava produzindo, e em muitos casos, pobres demais até mesmo para obter alimentação e abrigo adequados. À medida que as corporações continuaram a expandir suas facilidades econômicas - fábricas, depósitos, equipamentos e outros investimentos - a economia florescia. E graças à pressão da administração de Calvin Coolidge e do comércio, a Reserva Federal manteve as taxas de juro nacionais baixas, o que incentivava um excesso de investimento. No fim da década de 1920, empresas investiram mais em melhorias - expansão ou novas instalações industriais, depósitos, etc - do que o retorno que estas melhorias poderiam fornecer, e fábricas passaram a produzir mais produtos do que os consumidores podiam comprar.

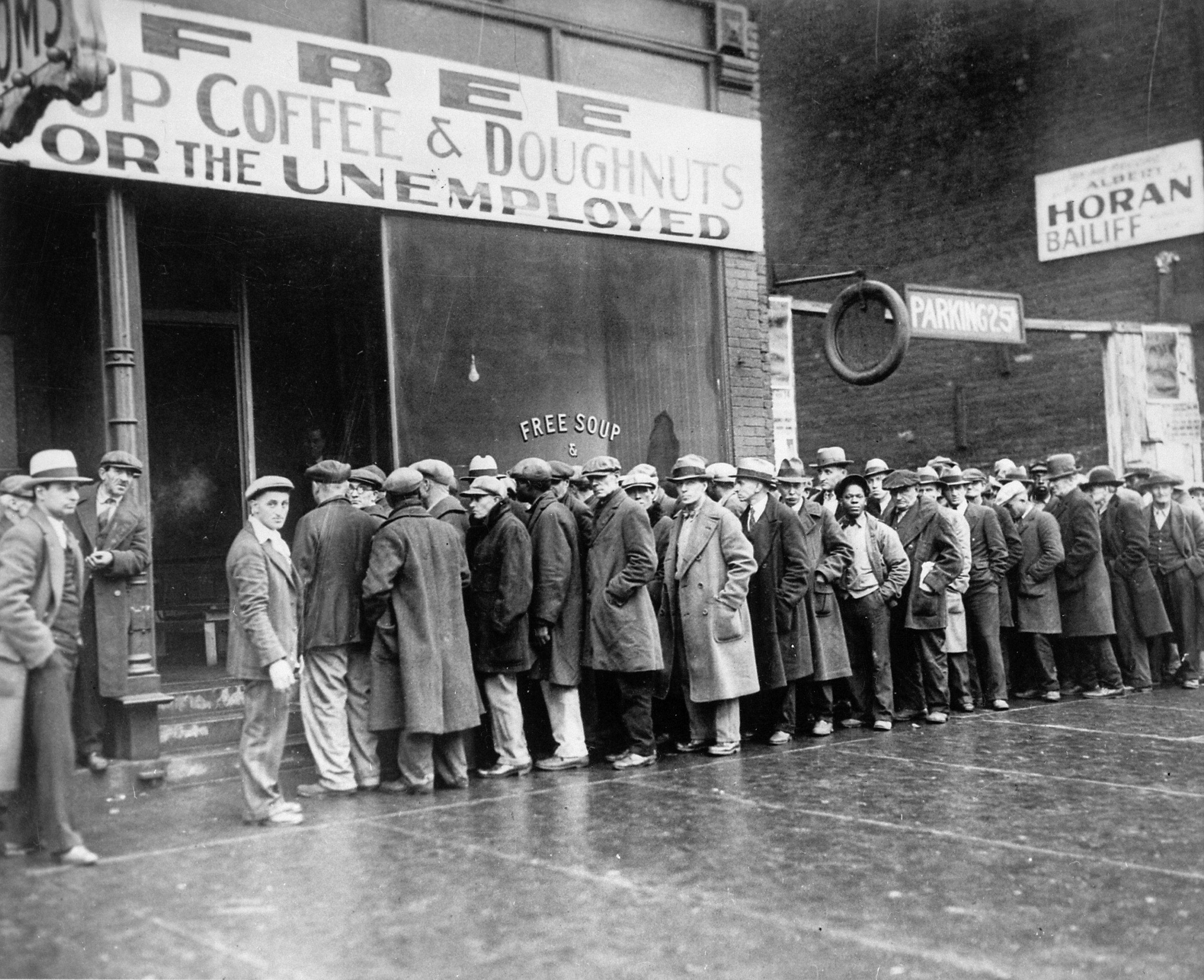
Uma fila de desempregados em Chicago, 1931.

### Falta de diversidade
Outro fator foi a séria falta de diversidade da economia americana na década de 1920. A prosperidade fora dependente excessivamente de algumas indústrias - notavelmente, construção e a indústria automobilística. Durante o final da década de 1920, estas indústrias passaram a sofrer, entrando em declínio. Entre 1926 e 1929, os gastos na construção caíram de 11 bilhões para menos de 9 bilhões de dólares. A venda de automóveis passou a cair gradativamente algum tempo depois - a queda foi forte especialmente nos primeiros nove meses de 1929, onde a queda na venda de automóveis caiu em cerca de 35%. Uma vez que estas duas indústrias essenciais enfraqueceram-se, a economia americana não possuía outros setores fortes o suficientes para compensá-los. Mesmo durante a época de prosperidade destas indústrias, outras indústrias - especialmente a agropecuária - haviam caído gradativamente. Enquanto que as ações da Ford batiam recordes diários em valores, os preços dos produtos agrários caíram durante toda a década de 1920. Além disso, outros setores da economia que prosperaram foram estabelecimentos comerciais dependentes da indústria do rádio.

### A estrutura do crédito
Outro fator importante foi a estrutura do crédito da economia. À medida  que os preços de produtos agropecuários caíam, os fazendeiros passaram a tornar-se cada vez mais endividados. Os preços destes produtos estavam baixos demais para permitirem aos fazendeiros pagarem o que deviam. Pequenos bancos - especialmente aqueles relacionados com a economia agropecuária - estiveram em crises constantes durante a década de 1920, à medida que diversos de seus clientes não pagavam o que deviam. Durante a década de 1920, cerca de 5 mil estabelecimentos bancários fecharam. Além disso, o sistema bancário como o todo era muito pouco regulado pelo Sistema da Reserva Federal. Embora a maioria dos bancários americanos desta época fossem conservadores, alguns dos maiores bancos do país passaram a ter problemas para manter reservas adequadas de dinheiro, enquanto investiam excessivamente em ações e em empréstimos. Em outras palavras, o sistema bancário não estava bem preparado para absorver o choque de uma grande recessão.

### A queda do comércio internacional
Outro fator era a posição dos Estados Unidos no comércio internacional. Impulsos protecionistas levaram as nações a fabricar produtos ou minerar matérias-primas no próprio país, ao invés de importar de outras nações, embora esta política fosse por vezes mais cara do que apenas a importação dos produtos necessários. Então, para proteger produtos nacionais contra a competição internacional, altas tarifas alfandegárias, tais como o Ato Tarifário Smoot-Hawley, foram aprovadas, que aumentavam tarifas em produtos importados, para assim proteger produtores nacionais que seriam afetados pela competição internacional. Os Estados Unidos lideraram e foram pioneiros no movimento a favor de altas tarifas alfandegárias. Outras nações rapidamente responderam, com tarifas alfandegárias discriminatórias contra produtos dos Estados Unidos e de outros países, causando uma reação em cadeia. A exportação de produtos americanos caiu drasticamente, e o volume de comércio internacional gradualmente caiu.
Os Estados Unidos então - ao contrário de tempos atuais - estavam longe de serem dependentes do comércio exterior. Exportações faziam parte significante da economia americana durante a década de 1920. No final desta década, a demanda de produtos americanos na Europa iniciou a cair. Isto aconteceu porque a indústria e a agropecuária europeia tornaram-se mais produtivas, e parcialmente porque algumas nações europeias - notavelmente, a Alemanha, sob o governo da República de Weimar - estavam sofrendo sérias crises financeiras, e não tinham como comprar os produtos americanos. Isto porque a economia europeia tinha sido desestabilizada pela enorme dívida após o final da Primeira Guerra Mundial.
Por causa disto, a estrutura da dívida internacional foi um quinto fator que contribuiu à Depressão. Quando a guerra chegou ao fim em 1918, todas as nações europeias que se haviam aliado com os Estados Unidos deviam grandes somas de dinheiro para bancos americanos - somas altas demais para serem pagas através de suas economias em estilhaços. Isto foi uma das razões por trás do fato dos Aliados insistirem em cobrar grandes indenizações de guerra contra a Áustria e a Alemanha - fato que Wilson era claramente contra. Estas indenizações, os Aliados acreditavam, iriam fornecer a estes países uma maneira de pagar suas próprias dívidas. Mas a Alemanha e a Áustria estavam em grande crise econômica após o fim da guerra, e não eram mais capazes de pagar as indenizações que os Aliados precisavam para pagar suas dívidas.
As nações endividadas pressionaram os Estados Unidos a perdoarem suas dívidas, ou ao menos reduzi-las. O governo americano recusou-se. Ao invés disto, bancos americanos passaram a fazer grandes empréstimos aos países europeus. Por causa disto, as dívidas e as indenizações estavam sendo pagos apenas para criar novas e maiores dívidas. No final da década de 1920, e particularmente após o início do enfraquecimento da economia americana em 1929 em diante, as nações europeias viram que seria muito difícil obter novos empréstimos dos Estados Unidos. Ao mesmo tempo, as altas tarifas alfandegárias americanas estava tornando mais difíceis para estes países vender seus produtos no mercado americano. Sem qualquer fonte de renda com a qual pudessem pagar suas dívidas, os países europeus passaram a calotear o pagamento de tais dívidas. O colapso da estrutura internacional de crédito foi uma das razões da Grande Depressão na Europa, bem como foi um fator que agravou bastante a Grande Depressão nos Estados Unidos após 1931.
As altas tarifas alfandegárias impediram criticamente o pagamento das dívidas de guerra. Como resultado das altas tarifas alfandegárias, apenas um ciclo manteve os pagamentos das indenizações e das dívidas de guerra. Durante a década de 1920, os ex-aliados americanos pagaram os Estados Unidos primariamente com fundos provenientes das indenizações fornecidas pela Alemanha, e esta era capaz de realizar o pagamento de suas indenizações somente porque o país emprestava grandes somas de dinheiro de bancos privados americanos e britânicos. Por volta de 1931, o mundo estava dentro da pior depressão econômica da história da humanidade, e toda a estrutura de pagamentos de dívidas e de indenizações entrou em colapso. Após o início da Grande Depressão, fundos europeus passaram a fluir de volta à Europa, e as frágeis economias européias entraram em colapso.

## Administração Roosevelt

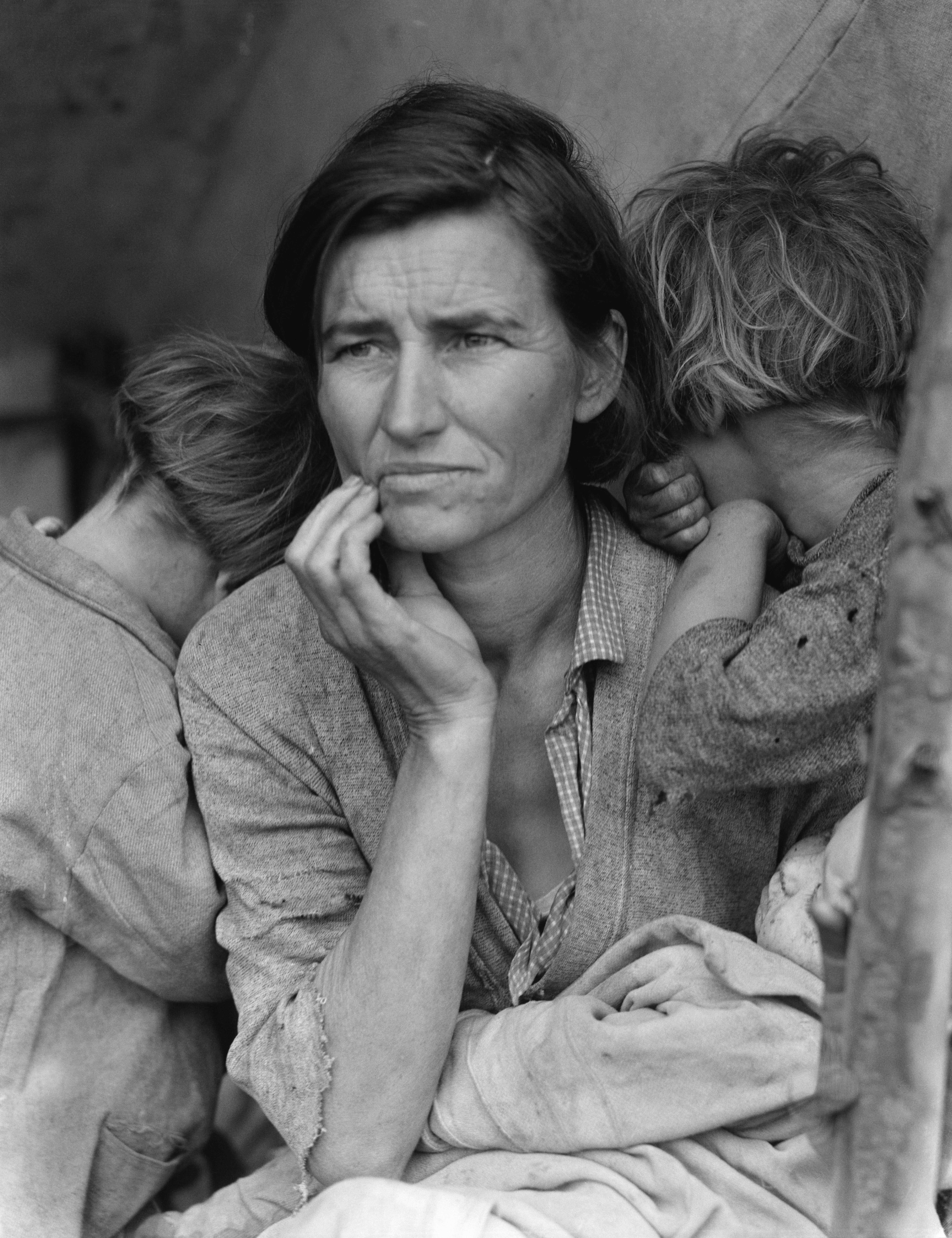
A fotografia Migrant Mother, uma das fotos americanas mais famosas da década de 1930, mostrando Florence Owens Thompson, mãe de sete crianças, de 32 anos de idade, em Nipono, Califórnia, março de 1936, em busca de um emprego ou de ajuda social para sustentar sua família. Seu marido havia perdido seu emprego em 1931, e morrera no mesmo ano.

### Eleições de 1932
A quebra da Bolsa de Valores de Nova Iorque iniciou uma crise financeira em escala mundial. Nos Estados Unidos, entre 1929 e 1933, as taxas de desemprego na força de trabalho saltaram de 3% para 25%, enquanto que a produção industrial caiu drasticamente em 35%. Mundialmente, governos de diferentes países, em desespero, buscaram recuperar-se da crise através da adoção de tarifas alfandegárias e de cotas de importação - e através do uso de novos planos para suas economias domésticas. A política de recuperação econômica na Alemanha Nazista, por exemplo, foi através do rearmamento do país e de programas de construções públicas. A Itália passou a impor maior controle da economia por parte do Governo. Estudiosos apontam para o fato que o mundo passou a ver o maciço programa de planejamento econômico da União Soviética comunista como um sistema à prova de recessões, e como uma solução à crise no capitalismo. Nos Estados Unidos, ao aceitar a nominação como candidato das eleições presidenciais americanas de 1932, Franklin Delano Roosevelt prometeu um "Novo Negócio" (New Deal) para o povo americano, uma frase que tornou-se um lema de sua administração e de vários de seus cumprimentos no governo do país.
Ao contrário de vários líderes mundiais da década de 1930, porém, Roosevelt entrou em seu ofício sem nenhuma ideologia ou plano contra a Grande Depressão. Este "Novo Negócio" tornar-se-ia contraditório, pragmático e experimental. O que muitos consideraram como incoerência da ideologia do "Novo Negócio", porém, foi a presença de diversas políticas concorrentes, baseadas em programas e ideias com precedentes nas tradições da política americana.
O New Deal, pegando ideias primariamente de ideologias e das experiências de seus líderes, refletia as ideias, e era influenciado pelos programas, que Franklin D. Roosevelt e seus aliados políticos tinham absorvidos quando mais jovens, durante a Era Progressiva, durante o termo de ofício do Presidente Woodrow Wilson, e através da experiência conseguida em outros cargos na década de 1920. Da Era Progressiva, os criadores no New Deal opuseram monopólio, favoreciam maior regulação da economia nacional por parte do governo, e foram influenciados mais por fatores ideológicos - que pobreza era uma falha moral ao invés de ser o produto de forças impessoais e econômicas. Desde a administração de Wilson as ideias dos criadores do New Deal sobre a mobilização do governo gradualmente foram moldadas através de esforços atrás de esforços, para mobilizar a economia para a Primeira Guerra Mundial. E dos experimentos de política da década de 1920, os criadores do New Deal obtiveram ideias para harmonizar a economia através da criação de relações entre cooperativas e seus membros constituintes.
O New Deal consistia-se de diferentes atos e medidas cujos objetivos eram acabar ou minimizar com os efeitos da Grande Depressão, e reformar a economia americana. A maioria destas medidas falharam, mas o sucesso do New Deal como um todo foi suficiente para estabelecer a década de 1930 como o episódio mais importante do século XX na criação do moderno Estado americano.

## Os primeiros Cem Dias

### Os feriados bancários e o Ato de Emergência Bancária
A grave situação da economia americana, combinada com as vitórias substanciais do Partido Democrata nas eleições de 1932, deram a Roosevelt uma grande influência sobre o Congresso americano nos primeiros meses de seu termo de ofício. A última vez que um Presidente americano exercera tamanha influência no Congresso americano foi durante os anos da Guerra Civil Americana, poderio exercido por Abraham Lincoln. Roosevelt usou este poder para aprovar rapidamente uma série de medidas para colocar em ordem o sistema bancário americano, reformar o mercado de ações, ajudar os desempregados, e induzir a recuperação industrial e agropecuária do país. Com a crise bancária ainda piorando e com um Congresso desesperado, que fazia ou aprovava virtualmente tudo o que o novo Presidente sugeria, Roosevelt também poderia ter realizado outros passos que teriam acelerado a estabilização da situação econômica americana. como a nacionalização do sistema bancário. Ao invés disto, ele decidiu trabalhar com as instituições financeiras já existentes e em reviver a confidência da população americana em relação à economia do país.
Em 6 de março, dois dias após ter assumido, Roosevelt realizou uma proclamação na qual ele mandava o fechamento de todos os estabelecimentos bancários do país por quatro dias até que o Congresso americano pudesse encontrar-se em uma sessão legislativa especial. Ordinariamente, tal ação causaria grande desespero em todo o país, mas esta proclamação criou um senso geral de alívio. Primeiramente, muitos Estados americanos já tinham fechado seus bancos antes de 6 de março. Segundamente, Roosevelt astutamente descreveu este fechamento como um "feriado bancário". E, por fim, a ação demonstrou que o governo federal estava dando seus primeiros passos para parar com a série alarmante de falências de estabelecimentos bancários.
Três dias depois, Roosevelt criou o Ato de Emergência Bancária, e o enviou para aprovação pelo Congresso. Este Ato era em sua maior parte conservadora, feita em grande parte por sobras do termo de ofício do Presidente Herbert Hoover, e designada primariamente para proteger grandes bancos a entrarem em crises por causa da falência de bancos menores. Este Ato ordenava a revista de todos os estabelecimentos bancários por parte do Departamento do Tesouro americano antes da reabertura dos bancos, para que a assistência federal pudesse ser dirigida primariamente aos grandes estabelecimentos bancários, e para que o governo federal pudesse reorganizar como um todo os bancos em maiores dificuldades financeiras. Um Congresso confuso, mas em medo e desespero, aprovou este Ato em apenas quatro horas após este Ato ter sido introduzido para discussão no Congresso. Três quartos dos bancos no Reserva Federal abriram nos próximos três dias, e cerca de um bilhão de dólares em ouro já estavam em circulação no país em um mês. A situação da crise bancária no país terminara. Mesmo assim, ao longo da Grande Depressão, cerca de 9 mil estabelecimentos bancários foram fechados - especialmente aqueles operando em áreas rurais.

### O Ato da Economia
Na manhã após a aprovação do Ato de Emergência Bancária, Roosevelt enviou para aprovação o Ato da Economia, que foi designado para convencer o público americano e a comunidade financeira de que o governo federal não estava nas mãos de radicais. O Ato propôs o balanço do orçamento americano através do corte de salários de trabalhadores governamentais e da redução de pensões para veteranos em 15%. Caso contrário, Roosevelt deixou claro, o país enfrentaria um déficit anual de 1 bilhão de dólares. Este Ato mostra claramente o que Roosevelt sempre manteve: que ele era um conservador, tal com seu predecessor. E, tal como o Ato de Emergência Bancária, o Ato da Economia foi aprovada rapidamente pelo Congresso americano - apesar de grandes protestos realizados por progressivos.
Ao menos até a Segunda Guerra Mundial, os "New Dealers" nunca reconheceram totalmente o valor dos gastos governamentais como um veículo para a recuperação da economia americana, e seus esforços juntamente com outras linhas nunca foram totalmente bem-sucedidas em terminar com a Grande Depressão. De fato, nas eleições presidenciais americanas de 1932, Roosevelt havia criticado pesadamente Hoover por ter operado com déficit, e prometeu que ele equilibraria o orçamento fiscal americano se fosse eleito.

### A Administração de Ajuste Agropecuário (AAA)
Os celebrados cem primeiros dias da nova administração também produziram um programa federal para proteger fazendeiros americanos das incertezas do mercado através de subsídios e de controles de produção, a Agricultural Adjustment Administration (Administração de Ajuste Agropecuário), que o Congresso americano aprovou em maio de 1933. O AAA refletia os desejos de diversas organizações agropecuárias e do Secretário da Agricultura dos Estados Unidos, Henry A. Wallace.
A renda anual dos fazendeiros americanos havia caído durante décadas. O AAA incluía diversos programas destinados a providenciar assistência para os agricultores americanos, assistência que fora demandada por décadas. A mais importante provisão do AAA foi a provisão que reduzia e/ou controlava os cultivos e as colheitas americanas - o tão chamado sistema de "alocamento doméstico", cuja intenção era aumentar os preços de produtos agropecuários. Dentro deste sistema, produtores de sete produtos básicos - milho, algodão, legumes, arroz, frangos, tabaco e trigo - seriam os responsáveis por decidir em limites de produção para suas colheitas. O governo americano iria então, através do AAA, dizer a cada fazendeiro quanto eles deveriam plantar, e iria fornecer subsídios para deixar parte de suas terras ociosas. Um imposto em alimentos industrializados iria fornecer os fundos para os novos pagamentos. Os preços de produtos agropecuários seriam subsidiados até o ponto de paridade.
O componente mais controverso do sistema antideflacionário de alocamento doméstico foi a destruição em grande escala de cultivos já existentes e de rebanhos para reduzir os excessos. Em uma época onde muitas famílias estavam sofrendo de desnutrição e fome, este ato foi uma medida muito difícil de se tomar. Porém, as rendas anuais de fazendeiros aumentaram em 50% nos primeiros três anos do New Deal, e a posição relativa de fazendeiros melhorou significantemente pela primeira vez em 20 anos.
O AAA foi o primeiro programa em tal escala em apoio para a economia problemática do setor agropecuário americano, e estabeleceu um importante papel do governo americano no planejamento do setor agropecuário da economia americana, que perdura até os dias atuais.

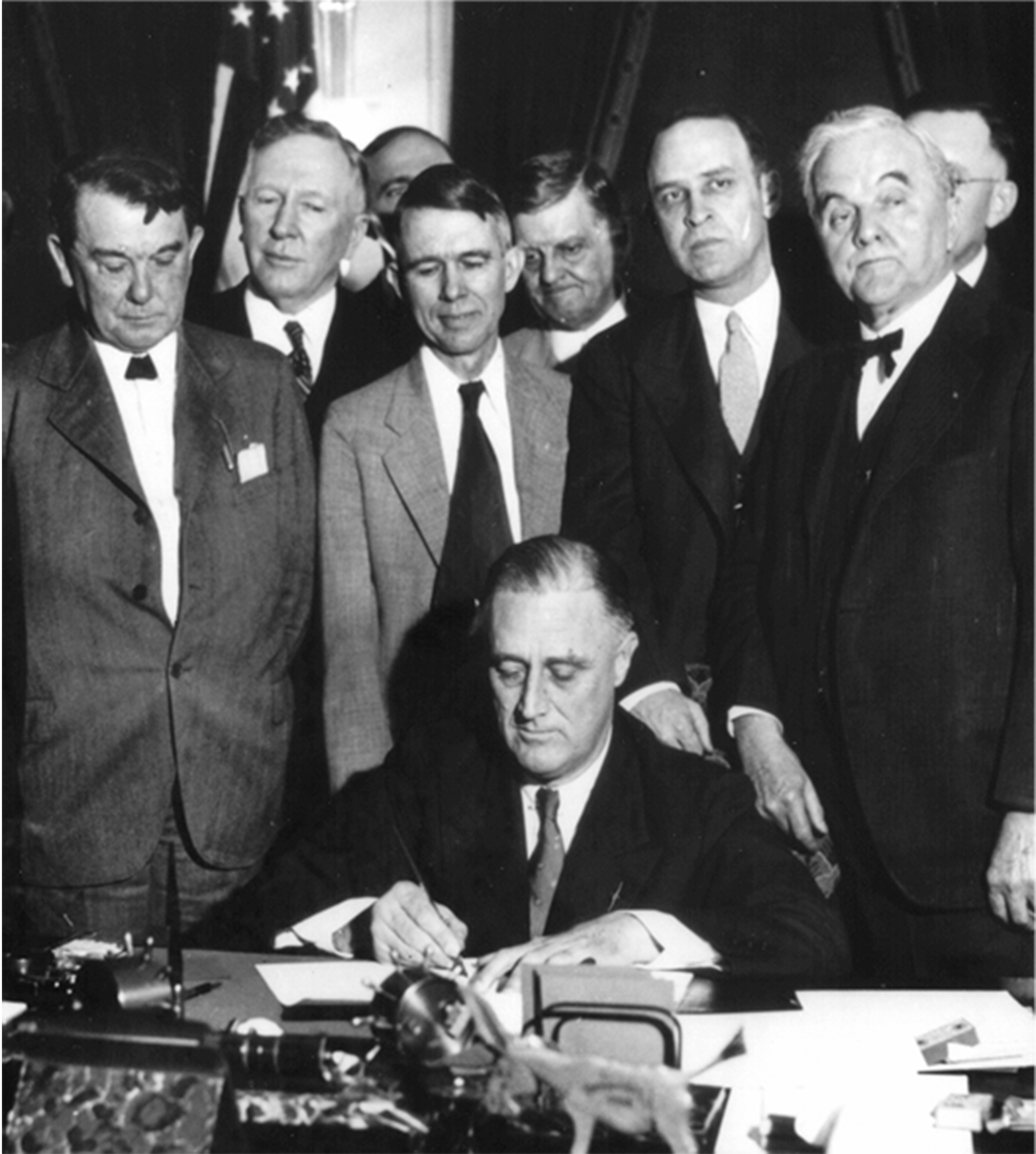
Roosevelt assinando o projeto de lei que criou a Tennessee Valley Authority.

### Outras iniciativas
Durante os Primeiros Cem Dias, também ocorreu a criação de uma nova agência federal regulatória para regular o mercado de ações, a U.S. Securities and Exchange Commission (Comissão de Seguridades e Trocas dos Estados Unidos, ou SEC), um sistema de reforma bancária que incluía um sistema de seguro para depósitos. Mas os atos bem sucedidos em minimizar os problemas causados pela Grande Depressão foram uma série de organizações de ajuda sócio-econômica, para ajudar alguns dos cerca de 15 milhões de desempregados, entre elas o Civilian Conservation Corps (Corpo de Conservação Civil, ou CCC), o Civil Works Administration (Administração de Trabalhos Públicos, ou CWA), e o Federal Emergency Relief Administration (Administração Federal de Ajuda de Emergência, ou FERA). O New Deal também criou o Tennessee Valley Authority, um experimento improcedente em controle de enchentes, poder público e planejamento regional.
Franklin Delano Roosevelt também atuou em seus primeiros dias em ofício para tentar minimizar certos assuntos culturais controversos da década de 1920, suportando e então aprovando uma lei para legalizar a fabricação, importação, exportação e venda de bebidas alcoólicas no país - uma medida interim que rejeitava a Proibição. Posteriormente, esta lei seria definitivamente confirmada com a aprovação da 21a Emenda à Constituição de 1933, que anulava todos os atos instituídos pela Proibição.
Em 16 de novembro de 1933, quando finalmente o governo americano reconheceu a União Soviética, a última jurou a si mesma a nunca interferir em qualquer maneira com assuntos internos dos Estados Unidos. Isto foi menos do que três semanas após a fundação da Comitê Mundial Contra a Guerra e o Fascismo, uma organização a qual em 1937 tornou-se a Liga Americana pela Paz e Democracia. Após isto, foram criadas diversas outras organizações, tais como a America Youth Congress em 1936, a Abraham Lincoln Brigade em 1937, e o American Congress for Democracy and Intellectual Freedom, em 1939. Todos eram organizações de afiliação comitern. A penetração de serviços secretos de espionagem por parte da União Soviética partiram de muitas destas organizações.

### O Ato de Recuperação Industrial Nacional (NIRA)
Franklin Delano Roosevelt chegou à conclusão inicial que estas ações iniciais não eram mais nada além do que soluções a curto prazo, e que programas governamentais mais compreensivos seriam necessárias. Nos três anos entre a Quebra da Bolsa de Valores e os Cem Primeiros Dias de Roosevelt, a economia industrial americana sofrera um círculo vicioso de deflação. Desde 1931, a Câmara de Comércio dos Estados Unidos, a voz do comércio organizado americano, pressionara Hoover a adotar um esquema antideflação que permitiria a associações comerciais a cooperarem na estabilização de preços dentro de suas indústrias. Porém, Hoover negou-se a ceder a tal pressão, citando as regras antitrustes existentes à época, que claramente proibiam tais práticas. Porém, o comércio organizado encontrou em Roosevelt uma pessoa disposta a negociar sobre este assunto.
Roosevelt e seu governo, cheio de reformistas que queriam fundir todos os elementos da sociedade em uma única unidade cooperativa - uma reação contra o espectro mundial de "sofrimento de classe" - recebeu relativamente bem a ideia de cooperação entre produtores. Desesperados e em busca de soluções, muitos comerciantes até mesmo pressionaram o governo a cumprir tratados de associação em preços e produção. Roosevelt e seus oficiais, porém, insistiram em provisões adicionais que lidariam com outros problemas econômicos. Muitos ainda se lembravam que na década de 1920 os salários cresciam menos do que o crescimento da produtividade, e apontaram também que o fato de que os custos de produção estavam em queda, enquanto salários estavam crescendo lentamente e preços permaneciam constantes.
A administração de Roosevelt, sob crescente pressão para fazer mais para minimizar os efeitos do desemprego, e alarmados pelo crescimento da militância de movimentos sindicais de comércio e da pressão política de radicais, tais como Huey Long, Charles E. Coughlin e até mesmo o Partido Comunista, insistiram que o comércio teria que assegurar que os salários dos trabalhadores iria crescer juntamente com o crescimento dos preços dos produtos. Assim, o National Industrial Recovery Act (Ato de Recuperação Industrial Nacional, ou NIRA) foi criado e aprovado pelo Congresso americano em junho de 1933.
Este Ato garantia a trabalhadores o direito de negociação trabalhador-empregador, e ajudou na formação de grandes sindicatos em grandes indústrias. E também respondia às demandas do comércio organizado a favor de acordos comerciais antideflação, através da instalação do mais importante - mas, porém, menos bem sucedida a longo prazo: uma nova agência federal conhecida como National Recovery Administration (Administração de Recuperação Nacional, ou NRA), que tentou estabilizar preços e salários através de autoridades cooperativas, envolvendo governo, comerciantes e trabalhadores.
No caso do poder de compra do consumidor caísse - assim anulando as iniciativas da administração - o NIRA criou a Public Works Administration (Administração de Trabalhos Públicos, ou PWA'), um programa governamental de gastos governamentais cujo objetivo era minimizar o desemprego, através de gastos de fundos governamentais na construção de obras públicas. O novo programa foi visto no início como um milagre. Claramente, era visto como algo que agradava a gregos e troianos. Comerciantes viram isto como o início de uma nova era de cooperação entre o governo e a indústria, líderes de sindicatos viram como uma Magna Carta para sindicatos.
O NRA era liderado por Hugh S. Johnson, que procurou gerar entusiasmo público a favor do NRA. Ele pediu a todo estabelecimento comercial na nação a aceitar o seguinte código: salários mínimos entre 20 a 40 centavos o hora, um número máximo de horas de trabalho semanal entre 35 a 40 horas, e a completa abolição do trabalho infantil. Johnson e Roosevelt afirmaram que este código iria aumentar o poder de compra dos consumidores e diminuir as taxas de desemprego. Para gerar o entusiasmo da população americana por este código, Johnson criou um símbolo - uma águia azul - que seria orgulhosamente mostrada em estabelecimentos comerciais por empregadores que aceitassem as provisões deste código. Bandeiras, pôsteres e adesivos desta águia azul, juntamente com o slogan "Nós Fazemos a Nossa Parte", rapidamente tornaram-se visíveis em todas as partes do país.
A maciça mobilização pública atrás do NRA tinha motivações práticas: Johnson precisava de grande apoio público e corporal para conseguir suficiente poder de barganha para negociar os códigos com trabalhadores e empregadores. Na medida em que esta campanha estava em curso, Johnson teve que negociar os grupos específicos de códigos com líderes das principais indústrias americanas, dos quais as mais significantes eram os atos antideflação onde nenhuma companhia poderia abaixar preços ou salários, e acordos mantendo empregos e produção. Porém, a cooperação fora tema de controvérsia - uma empresa poderia violar tais códigos em busca de uma vantagem competitiva. Mesmo assim, suficiente apoio entre diversos setores-chave da sociedade foi gerada, e Johnson, em um tempo muito pequeno, conseguiu realizar acordos com quase todas as principais indústrias da nação.
Esta e outras iniciativas criaram grande suporte popular para a administração de Roosevelt e deram um fim ao declínio do sistema financeiro americano. Porém, estes atos não terminaram, nem mesmo minimizaram significantemente, os efeitos da Grande Depressão.

## Segundo termo de ofício de Roosevelt
Historiadores de direita e de esquerda acreditam no geral que o segundo termo de ofício de Franklin Delano Roosevelt como Presidente dos Estados Unidos foi decepcionante. Os historiadores de direita alegam que Roosevelt buscou intensivamente uma ditadura neste termo de ofício. A partir da década de 1960, historiadores da nova esquerda, por outro lado, passaram a apontar para uma série de oportunidades perdidas, respostas inadequadas para problemas no New Deal, que eles alegam que poderiam ter salvo o capitalismo de si mesmo, mas falharam em ajudar os principais grupos que mais necessitavam de ajuda no momento - uma imoralidade por parte do governo americano. Porém, os cumprimentos liberais da década de 1930 podem ser somente entendidos no contexto da dura época na qual o New Deal operara. E claramente, o New Deal não foi somente o produto de liberais como também a pressão de oponentes conservadores.
Embora a fácil reeleição de Roosevelt nas eleições presidenciais americanas de 1936 produziram grandes maiorias democratas em ambas as câmaras do Congresso, o que em teoria levaria à maior facilidade de aprovação de medidas criadas por Roosevelt e seus oficiais, a administração de Roosevelt encontrou uma longa série de frustrações. Ideias ambíguas de reformas muitas vezes falhavam por causa de problemas burocráticos, tais como a ausência de um governo burocrático com suficiente poder e experiência para administrá-las.
Problemas políticos estavam em alta tanto no Congresso quanto no público americano em geral, e a oposição conservadora continuou alta. Porém, a Suprema Corte foi talvez o oponente mais formidável de Roosevelt. Diversos programas cruciais do New Deal, tais como o NRA, o AAA, entre outros, violavam a teoria conservativa constitucional, e todas elas foram invalidadas pela Suprema Corte, dominada então por conservadores que tinham uma fixa visão da cláusula de comércio interestadual da Constituição americana, cláusula que muitos destes programas violavam.
Porém, graças aos seus triunfos em seu primeiro termo de ofício, Roosevelt iniciou a partir de 1937 a tarefa de consolidar sua autoridade dentro do governo de uma forma que provocou grande e poderosa oposição. Logo no início do ano, Roosevelt pediu ao Congresso para expandir o número de juízes na Suprema Corte - assim, permitindo-lhe o poder de indicar membros que apoiassem suas ideias - e assim, virar a balança na Suprema Corte em seu favor. Em um senso esta proposta foi bem sucedida - dois dos juízes das Suprema Corte, conservadores, quase certamente em resposta à ameaça, trocaram de posição e passaram a apoiar as ideias e os programas do New Deal, efetivamente criando uma maioria liberal na Suprema Corte. Mas este plano de Roosevelt provocou grandes danos à imagem política de Roosevelt, e foi rejeitada pelo Congresso americano. Quase ao mesmo tempo, a administração de Roosevelt propôs um plano para reorganizar o Poder Executivo em uma maneira que iria aumentar significantemente o controle do Presidente sobre a burocracia. Tal como o primeiro plano, este segundo plano foi rejeitado pelo Congresso - que temia que estes atos iriam fazer de Roosevelt de facto um ditador. Um terceiro plano, modificações do segundo, foi aprovado pelo Congresso em 1939.
Na primavera de 1935, em resposta aos problemas na Suprema Corte, ao crescente ceticismo no Congresso, e o crescente clamor popular por ação mais dramática, a administração de Roosevelt propôs e aprovou diversas importantes iniciativas. O National Labor Relations Act (Ato de Relações Trabalhistas Nacionais) reviveu e fortaleceu a proteção de sindicatos e poder de barganha, tal como o invalidado NIRA fizera. Novos programas de assistência social, dos quais o mais proeminente era o Works Progress Administration (Administração de Progresso de Trabalho), criou centenas de milhares de empregos para os desempregados. Mas o mais importante destas iniciativas, e talvez de todo o New Deal como um todo, foi o Social Security Act (Ato de Segurança Social), que estabeleceu um sistema de pensões para aposentados, ajuda financeira aos desempregados e benefícios para grupos tais como pais de crianças e deficientes. Este novo Ato formou o esqueleto dos Atos de ajuda social em todo os Estados Unidos.

## O New Deal e o Governo

### Arbitração do governo, trabalho e empregadores

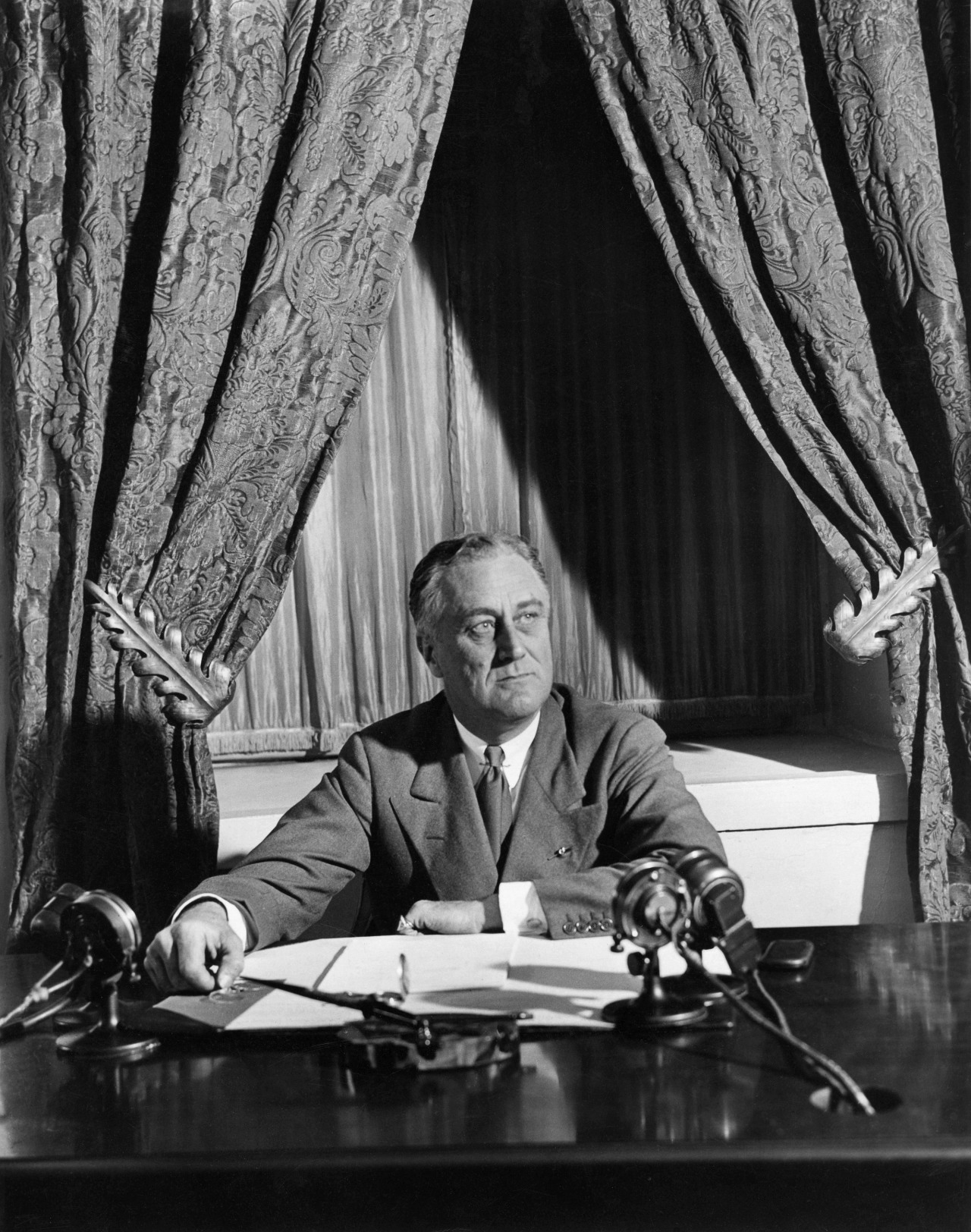
Franklin Roosevelt, presidente do país de 1933 até 1945.

Apesar de não ter se concentrado em ajudar fazendeiros marginais e afro-americanos, entre outros grupos que passaram por grandes necessidades durante a Grande Depressão - em contraste com sua frequente generosidade em relação a certos interesses do comércio e da indústria - o efeito do New Deal era aleviar e fortalecer novos grupos de interesse para assim permitir que eles competissem mais efetivamente pelos interesses tendo o governo federal evoluído em um árbitro em uma competição entre todos os elementos e classes da sociedade, assim atuando como uma força que poderia mediar disputas quando necessária, para ajudar alguns grupos, e limitar o poder de outros. Ao final da década de 1930, o comércio e a indústria americana encontrou-se em busca por competição por influência com um movimento trabalhista cada vez mais poderoso, um grupo que estava em busca de mobilização em massa e por vezes também ação militante; com uma economia agropecuária organizada, por causa das décadas de organização agrária e de agitação que datam a associações agropecuárias do final do século XIX; em com consumidores cada vez mais exigentes. O New Deal cumpriu isto através da criação de uma série de instituições estatais que permanentemente expandiram drasticamente o papel do governo federal na vida americana. O governo agora tinha o papel de providenciar ao menos assistência sócio-econômica mínima aos pobres e desempregados; para proteger os direitos de sindicatos, para estabilizar o sistema bancário; para construir residências de baixo custo; para regular mercados financeiros; para subsidiar a produção agropecuária; e para realizar diversos outros atos que anteriormente não eram de responsabilidade do governo americano.
Por isto, talvez o legado mais forte do New Deal, em outras palavras, foi fazer do governo federal um protetor de grupos de interesse e um supervisor da competição entre estes dados grupos. Como resultado do New Deal, a vida político-econômica americana tornou-se muito mais competitiva do que antes, com trabalhadores, fazendeiros, consumidores e outros capazes de exigir e pressionar por demandas ao governo em maneiras que no passado estavam disponíveis apenas à elite político-econômica americana. Por isto, este governo foi apelidado de "Estado Corretor", um Estado arbitrando diversas reivindicações e processos de competição de numerosos grupos diferentes.
Os pensamentos liberais que o New Deal atuara como um predador dos interesses do comércio e da indústria tem sido desafiados. Após tudo, em muitos casos os esforços do New Deal foram criados com o intuito de melhorar a posição de empreendedores privados - especialmente sobre suas preocupações quanto à inflação - mesmo que, de tempo em tempo, ao custo de alguns dos objetivos liberais de reforma que alguns oficiais da administração Roosevelt apoiavam. Desde a década de 1960, historiadores da nova esquerda passaram a apontar para uma série de oportunidades perdidas, respostas inadequadas para problemas no New Deal, que eles alegam que poderiam ter salvo o capitalismo de si mesmo, mas falharam em ajudar os principais grupos que mais necessitavam de ajuda no momento - uma imoralidade por parte do governo americano. O New Deal, segundo estes historiadores, ajudaram a melhorar a posição de certos grupos anteriormente explorados ou em necessidade, mas pouco ou nada fez para outros grupos também explorados ou em necessidade, especialmente afro-americanos, fazendeiros de aluguel (plantam e criam animais em lotes de terra propriedade de outras pessoas, estas proprietárias da terra dos fazendeiros não-proprietários. Os últimos cedem uma grande parte de seu cultivo em troca de certos produtos necessários) e os pobres das grandes cidades.
Por causa disto, o New Deal não transformou o capitalismo americano em uma maneira genuinamente radical. Com exceção no campo de relações trabalhistas, o poder dos grandes comerciantes e industriais continuou muito forte, quase tão livre de regulação governamental ou de controle em 1945 em relação a 1933. Mas o New Deal criou o esqueleto do sistema de ajuda sócio-econômica nacional, através de seus diversos programas de assistência, e acima de tudo, através do Social Security System ("Sistema de Seguridade Social", ou SSS). As inibições conservadores que os criadores do New Dealers trouxeram fizeram com que o sistema de assistência social, porém, permanecesse limitado. Mesmo os criadores do New Deal mais progressistas viam com alguma suspeita grandes poderes por parte do governo federal, excesso de assistência social e grandes gastos governamentais.

### O "Estado Corretor" e os interesses marginalizados
Porém, este tão chamado "Estado Corretor" iria oferecer muito menos influência tanto para os grupos muito fracos demais para pedir por assistência, ou não visíveis o suficiente para conseguir grande apoio popular, embora tenha trilhado o caminho para futuras expansões do "Estado Corretor", através primariamente do trabalho da próxima onda de reformas liberais - os movimentos de direitos civis e a Grande Sociedade da década de 1960 - e assim, cobrir também grupos que foram marginalizados pelo New Deal, especialmente afro-americanos e minorias étnicas.
O grupo mais notável que receberam muito menos influência que outros no "Estado Corretor" foram os afro-americanos por que a administração de Roosevelt não vira os afro-americanos como um grupo de interesse em especial, capaz de desafiar as forças discriminatórias contra eles. Enquanto que a administração Roosevelt, ao contrário do Presidente democrata anterior, Woodrow Wilson, não atuou para aumentar a discriminação do governo americano contra os afro-americanos, também pouco fez para ajudá-los.
Roosevelt, porém, indicou um número improcedente de afro-americanos a posições de segundo nível em sua administração, talvez por causa da influência de sua esposa, Eleanor Roosevelt, uma proponente do fim da discriminação racial. E afro-americanos foram beneficiados significantemente - embora não da maneira que brancos da mesma classe - através dos programas de assistência do New Deal, por causa primariamente dos esforços de Harold L. Ickes, que buscou garantir que tais programas não excluíssem os afro-americanos. Como resultado, em 1936, a grande maioria dos afro-americanos passaram a votar a favor do Partido Democrata - uma súbita mudança em relação aos anos entre 1865 (ano onde todos os escravos foram libertados pelo governo republicano de Abraham Lincoln) até 1932, apenas quatro anos antes, onde a grande maioria dos afro-americanos haviam votado a favor do Partido Republicano. O New Deal, por causa disto, estabeleceu uma aliança política entre afro-americanos e o Partido Democrata que sobrevive até os dias atuais.
Roosevelt, não vendo os afro-americanos como um grupo de interesse crucial, acreditava que outros problemas eram mais importantes e críticos do que a discriminação racial. Não querendo perder o suporte dos democratas sulistas brancos, Roosevelt negou-se a suportar leis que fariam do linchamento um crime em todo o país - apesar de denunciar em público tais linchamentos. Além disso, Roosevelt negou-se a usar as agências de assistência social para desafiar os padrões regionais de discriminação racial; o NRA tolerou práticas comuns de pagar aos afro-americanos menos do que brancos; afro-americanos foram em sua maioria excluídos de postos de trabalho no TVA, o FHA recusou-se a fornecer crédito para afro-americanos que instalavam-se em bairros brancos; e o AAA pouco fez para proteger os interesses dos fazendeiros de aluguel em geral.

## O New Deal e assistência econômica

### O agravamento da Depressão
John Maynard Keynes cunhou o termo "o paradoxo da ganância" para descrever o agravamento da Grande Depressão após 1929. O paradoxo da ganância indica que quando pessoas decidem a economizar mais isto pode fazer com que, no final, as pessoas economizem menos. Após a quebra da Bolsa de Valores de Nova Iorque em 1929, os americanos em geral diminuíram drasticamente seus gastos, fazendo com que os mercados tornassem-se rapidamente saturados, contribuindo para grande deflação, criando um círculo vicioso que perpetuou a Grande Depressão. Quando as pessoas decidiram a economizar mais - e assim, gastar menos - o comércio e a indústria em geral responderam através do corte da produção e da demissão de trabalhadores. Negócios, cortando gastos em investimentos por causa do pessimismo sobre o futuro, fixando e colocando em moção um ciclo perigoso: menos investimentos, menos trabalhos, menos consumo, e daí, menos razões para o comércio e a indústria para investirem. Os decrescentes gastos na economia americana contribuíram para o declínio múltiplo da renda e do emprego. A economia poderia ter alcançado um balanceamento perfeito, mas ao custo de altas taxas de desemprego e de miséria social. Com renda menores durante a Grande Depressão, a economia de dinheiro era muito menor do que antes - por isto mesmo, o termo "paradoxo da ganância". Como resultado, economistas passaram a pressionar o governo para que interviesse mais na economia, e assim, evitar "a dor acima de tudo, tomando um descanso".

### O New Deal e Keynes

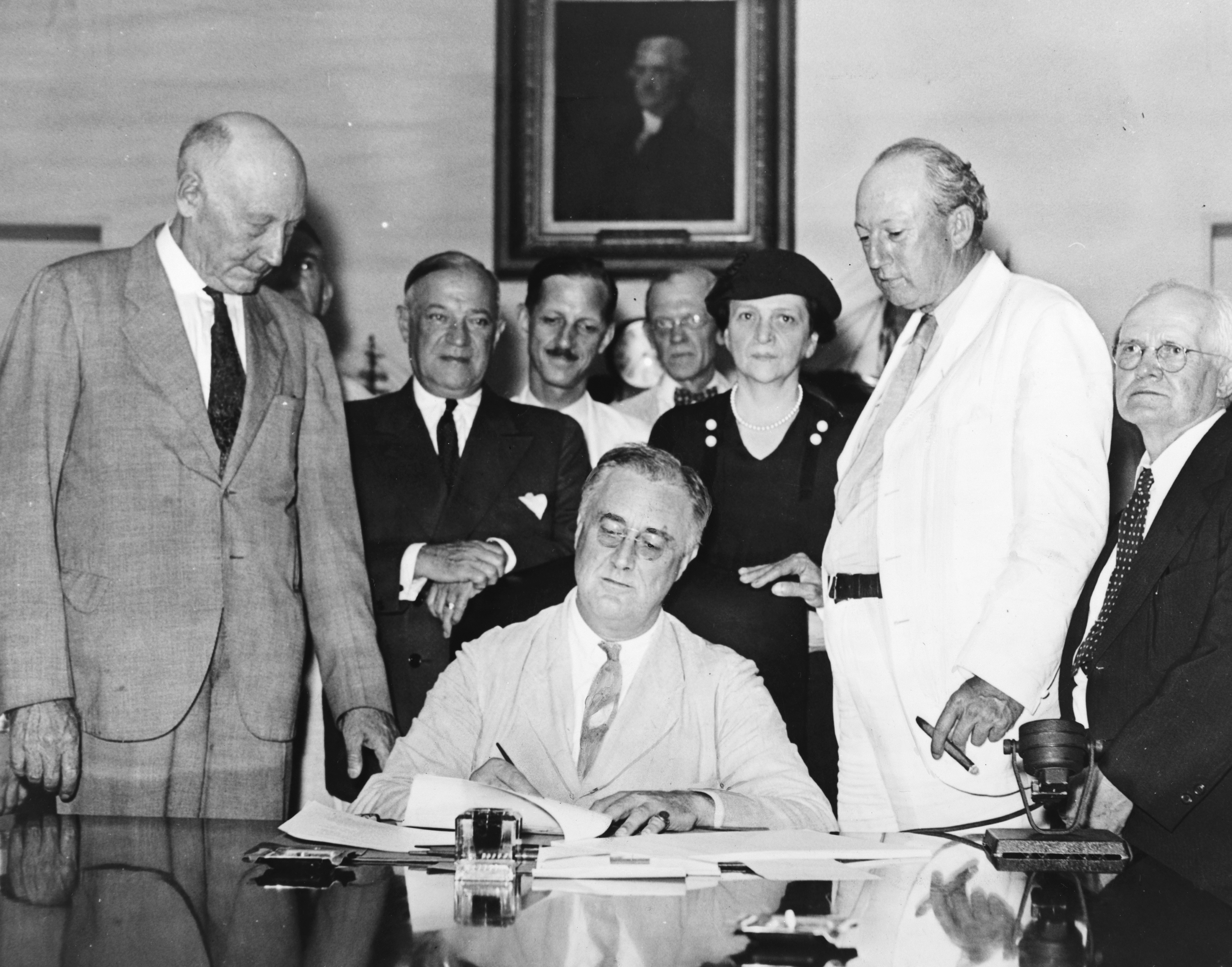
Franklin D. Roosevelt assina o Social Security Act de 1935.

Durante o início da década de 1930, antes que Keynes escrevesse The General Theory, Keynes advogava programas de trabalho público e déficits no orçamento governamental como a melhor maneira remover o Reino Unido da Grande Depressão. Embora Keynes nunca tenha mencionado política fiscal em seu The General Theory, e ao invés disto tivesse advogado a necessidade de socializar investimentos, Keynes advogava mais uma revolução teorética do que uma revolução política. A ideia básica de Keynes era simples. Em ordem para manter a população empregada, os governos teriam que conformar-se com déficits, quando a economia entrasse em declínio ou períodos de baixo crescimento, por que o setor privado não investiria suficientemente. Muitos políticos, porém, falharam em entender as ideias de Keynes.
À medida que a Grande Depressão continuava, Roosevelt tentou programas de trabalhos públicos, subsídios para fazendeiros e outras táticas para tentar reviver a economia americana. Porém, Roosevelt sempre mantivera um olho no orçamento governamental, e sempre tentara balancear seu orçamento. Como resultado, as taxas de desemprego continuaram altas durante os anos do New Deal; consumo, investimento e exportações - os pilares do crescimento econômico - permaneceram baixos. Com uma nova política fiscal, porém, o governo americano poderia incentivar a população a gastar mais através da diminuição de impostos, do aumento de gastos governamentais e do aumento da renda da população. Com o aumento da renda populacional, a população passaria a gastar mais, iniciando um ciclo multiplicador que expandiria os efeitos nos gastos iniciais. Esta política, então, envolvia ter que diminuir impostos e/ou gastos governamentais para contra-atacar o círculo vicioso de poupança-deflação-desemprego que destruía a economia americana, e contra-atacar o lento crescimento durante uma recessão.
Foi a Segunda Guerra Mundial, não o New Deal, que terminou definitivamente com a crise. O New Deal, além disso, não alterou substancialmente a distribuição de poder dentro do capitalismo americano; e teve apenas um pequeno impacto na distribuição de renda entre a população americana.
Keynes encontrou-se com Roosevelt na Casa Branca, em 1934, para pressionar o último a realizar mais gastos governamentais. Roosevelt, frustrado com o encontro, posteriormente diria ao Secretário do Trabalho Frances Perkins: "Ele deixou uma grande quantidade de figuras - ele deve ser um matemático ao invés de um economista político". Keynes, igualmente frustrado com o encontro, posteriormente diria a Perkins que ele "tinha suposto que o Presidente fora mais alfabetizado, dizendo economicamente".

### A recessão de 1937 e recuperação
Mas Keynes seria vingado. A administração Roosevelt estava sob ataque durante o segundo termo de ofício de Franklin Delano Roosevelt, que presidiu sobre um novo declínio da economia americana durante o outono de 1937, e o agravamento dos efeitos negativos da Grande Depressão. Este novo período de recessão perduraria ao longo de 1938, e foi causada em grande parte por causa dos esforços de Roosevelt em balancear o orçamento governamental americano através de gastos governamentais reduzidos. A administração Roosevelt reagiu através do lançamento de uma campanha contra monopólios comerciais, que foi a causa da nova recessão. O Presidente indicou diversos oficiais conhecidos pela sua política agressiva antitruste no Departamento de Justiça americano, mas estes esforços perderam sua efetividade quando a Segunda Guerra Mundial, um assunto de maior emergência, iniciara-se em 1939.
Mas a outra resposta à nova recessão da Grande Depressão em 1937 teria resultados mais tangíveis. Ignorando os pedidos do Departamento do Tesouro, e respondendo às pressões dos proponentes de Keynes e outros em sua administração, Roosevelt embarcou na busca de um antídoto contra a recessão, relutantemente abandonando seus esforços em balancear o orçamento federal, e lançando um programa de assistência que gastaria 5 bilhões de dólares somente na primavera de 1938, em um esforço para aumentar o poder de compra da população americana. Por isto, neste ano, Roosevelt utilizaria a única nova ideia que ele não tentara anteriormente - um programa que o fez submisso às ideias "daquele matemático britânico". Embora poucos americanos tivessem conhecimento das ideias de Keynes, este, cujas teorias logo transformariam o pensamento econômico ao longo do mundo, a população americana passou a ver gradualmente que este programa de gastos governamentais estava gerando frutos. Roosevelt explicou que seu programa em um discurso onde ele finalmente reconheceu que era responsabilidade do governo para criar "a reviravolta econômica" através "da adição ao poder de compra da nação". Esta mudança na política de administração foi um grande marco que ajudou a legitimar as teorias de Keynes. Embora os criadores e proponentes do New Deal não tivessem dado conta à época, a administração Roosevelt ajudara a estabelecer a base para novas formas de políticas fiscais federais, que após o fim da Segunda Guerra Mundial dariam ao governo americano uma série de ferramentas importantes para promover e regular o crescimento econômico.

### Segunda Guerra Mundial e o fim da Grande Depressão

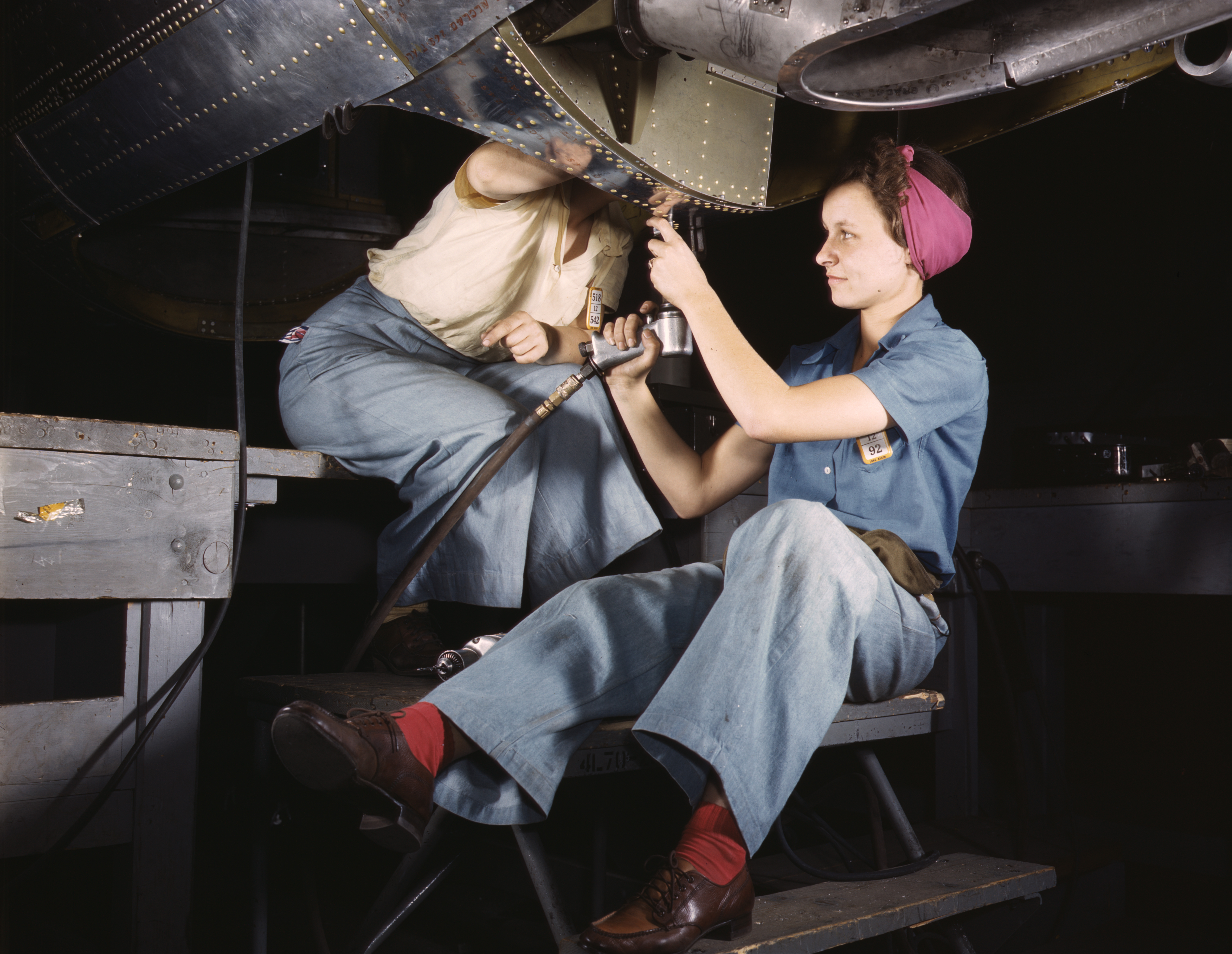
Mulheres americanas trabalhando numa fábrica de aviões. A Segunda Guerra Mundial foi fundamental para a emancipação feminina nos Estados Unidos e uma definitiva e ampla inserção da mulher na vida econômica americana.

Mas até que os Estados Unidos entrassem na Segunda Guerra Mundial o New Deal - planejado e administrado por John Maynard Keynes - e suas ideias funcionaram em uma escala necessária para puxar a nação definitivamente fora da Grande Depressão. Roosevelt, claramente, tinha poucas escolhas então. Até mesmo considerando as circunstâncias especiais de mobilização de guerra, parecia que estas ideias funcionavam exatamente como Keynes predissera, obtendo até mesmo o apoio de muitos republicanos. Quando os efeitos da Grande Depressão terminaram definitivamente graças à guerra, o comércio e as finanças haviam sido fortalecidas pelos gastos governamentais. Os programas do New Deal que buscavam estimular a demanda e fornecer trabalho e assistência aos necessitados através de maiores gastos governamentais, foram todos direcionados por Keynes. Em 1929, os gastos federais compunham apenas 3% do produto interno bruto nacional. Entre 1933 e 1939, os gastos do governo federal triplicaram, e os críticos de Roosevelt alegaram que este estava fazendo dos Estados Unidos uma nação socialista. Porém, os gastos do New Deal foram significantemente menores do que os gastos dos esforços de guerra americano durante a Segunda Guerra Mundial. Durante o primeiro ano de paz após o fim da guerra, em 1946, os gastos do governo federal eram de 62 bilhões de dólares em valores da época, compondo cerca de 30% do PIB americano. Em resumo, os gastos do governo federal em relação ao PIB nacional saltaram de 3% a 30% entre 1929 e 1945.
A grande supresa foi justamente o quão produtivo os Estados Unidos tornaram-se: os gastos governamentais curaram financeiramente a Depressão. Entre 1939 e 1944 - o pico dos esfoços de guerra - a produção industrial americana quase duplicara. Como consequência, as taxas de desemprego caíram drasticamente - de 14% em 1940 para menos de 2% em 1943, enquanto que a força de trabalho crescera em 10 milhões. A economia americana em guerra não fora um grande triunfo do livre comércio, mas um resultado induzido pelo seccionalismo governamental/comercial. Enquanto que as taxas de desemprego foram altas durante os anos do New Deal e os pilares do crescimento econômico - investimento e uma balança comercial favorável - continuaram baixos. Foi a Segunda Guerra Mundial, não o New Deal, que terminou definitivamente com a crise. O New Deal também não alterou substancialmente a distribuição de poder dentro do capitalismo americano, e provocou apenas um pequeno impacto na distribuição de renda entre a população americana.

## Legado do New Deal
Embora o New Deal não tenha acabado com a Grande Depressão, muitos acreditam que as políticas do New Deal ajudaram a prevenir o contínuo piorar da recessão, através do aumento da influência e do papel do governo americano na economia do país, através da forma de funções regulatórias, que ajudaram a estabilizar áreas anteriormente problemáticas da economia: a bolsa de valores, o sistema bancário, entre outros. Também produziu uma nova liga política que sustentou o Partido Democrata como o partido político majoritário em políticas nacionais por mais de uma geração após o fim da Depressão.
Franklin Delano Roosevelt e o New Deal ajudaram a aumentar o poder do governo americano como um todo. Roosevelt também estabeleceu a presidência como o centro preeminente de autoridade dentro do governo federal. Através da criação de diversas medidas de proteção para diversos grupos de cidadãos - trabalhadores, fazendeiros, entre outros - que sofreram com a crise, permitindo a eles desafiar os poderes das corporações, a administração Roosevelt gerou várias ideias políticas - que se tornariam conhecidas posteriormente como Liberalismo do New Deal - que continuou a ser uma fonte de inspiração e controvérsia nas décadas que viriam, e ajudaria a moldar o próximo experimento na reforma libertária, a Grande Sociedade da década de 1960.

## Segunda Guerra Mundial

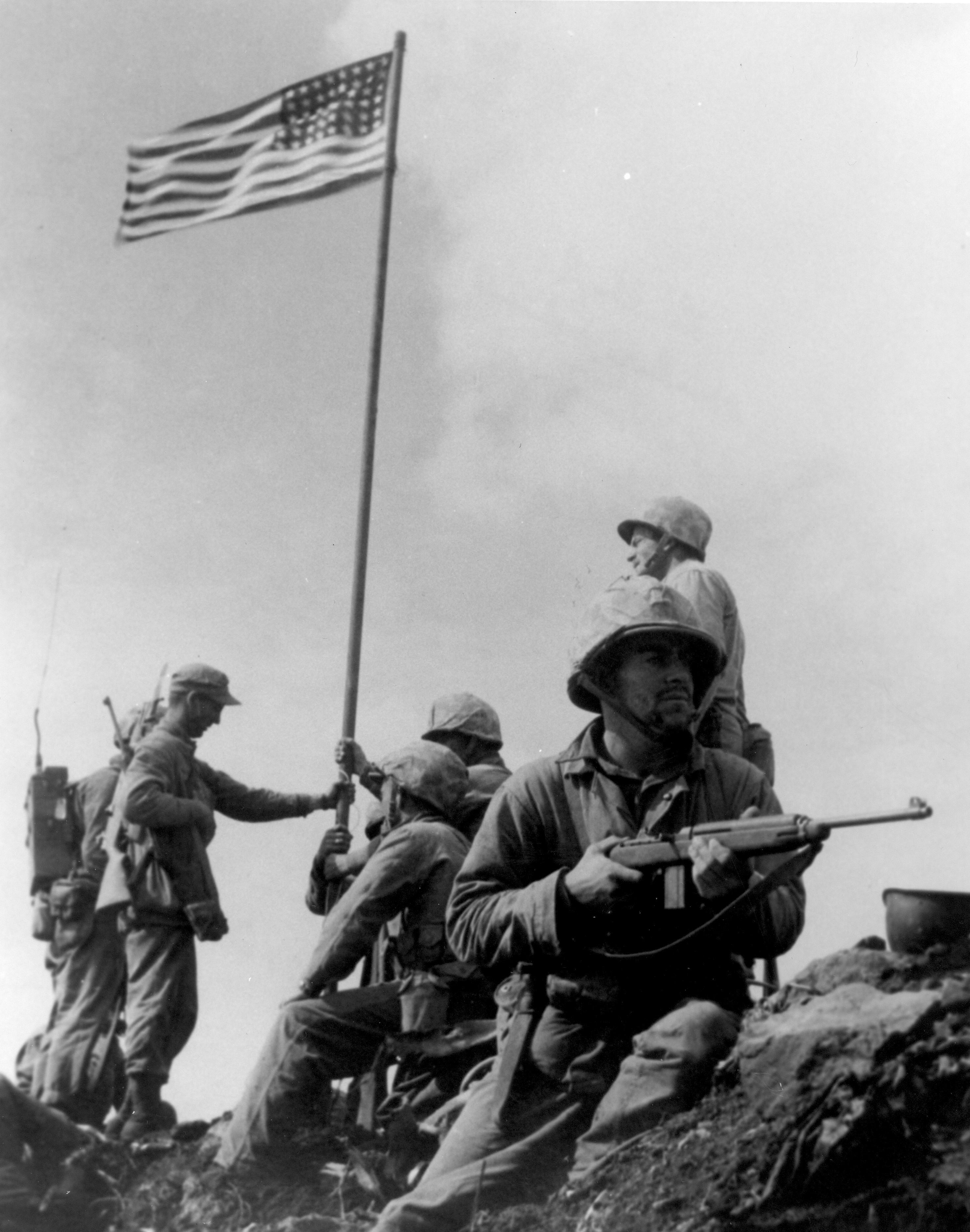
Soldados americanos erguem a bandeira do seu país na ilha japonesa de Iwo Jima, durante a segunda guerra mundial.

O sentimento isolacionista nos Estados Unidos acabara, mas o país inicialmente recusara-se a entrar na guerra, limitando-se a fornecer suprimentos para o Reino Unido, à República Popular da China e à União Soviética. Os sentimentos americanos mudaram drasticamente com o súbito Ataque japonês a Pearl Harbor, Havaí, e os Estados Unidos rapidamente juntaram-se à aliança britânico-soviética contra o Japão, a Itália e a Alemanha, conhecidas como o Eixo. Mesmo com a participação americana na guerra, outros quatro anos foram necessários para a derrota do Eixo. Apesar de que a União Soviética sofrera mais baixas do que as baixas sofridas por todos os seus aliados juntas, a participação americana na guerra foi vital para prevenir uma eventual vitória do Eixo - especialmente no palco do Pacífico. Após o fim da guerra, o Senado dos Estados Unidos, em 4 de dezembro de 1945, aprovou a participação americana na recém-criada Nações Unidas. A última fora criada em 24 de outubro de 1945, para servir como uma organização para tentar prevenir futuras guerras mundiais.